# Балкарский драматический театр
Балка́рский Госуда́рственный драмати́ческий теа́тр имени К. Ш. Кулиева — балкарский драматический театр, существующий с 1937 года. Расположен по адресу: Кабардино-Балкария, город Нальчик, улица Балкарская, дом 2.

## История
- 1935 — под руководством народного артиста СССР И. Я. Судакова создана балкарская студия в ГИТИСе[2]. В числе студентов первой волны были: народный артист РСФСР Магомед Кучуков, засл. арт. КБАССР Зоя Махиева, засл. арт. КБАССР Абидат Биттирова, засл. арт. КБАССР Шарифа Кучмезова, артисты Омар Балаев, Исмаил Рахаев, Ахмат Кудаев и другие.
- 1937 — создан колхозно-совхозный театр[3].
- 1939 — в Нальчике спектаклем «Любовь Яровая» по пьесе К. Тренева открылся колхозно-совхозный театр.
- 1940 — возвратилась первая балкарская студия из ГИТИСа, театр преобразован в Балкарский драматический театр.
- 26 октября 1940 — спектаклем «Овечий источник» Лопе де Вега открылся первый театральный сезон, на этом спектакле присутствовал Кязим Мячиев.
- 1944—1957 — в годы депортации балкарского народа перестал существовать.
- 1958 — возобновил свою деятельность в рамках Кабардино-Балкарского театра, где функционировали три труппы: кабардинская, русская и балкарская[4]. Позже русская труппа была выделена в отдельный театр.
- 1963 — в училище им. Щепкина под руководством народной артистки СССР В. Н. Пашенной закончила учёбу вторая балкарская студия.
- 1977 — третья балкарская студия окончила обучения в ГИТИСе под руководством профессора В. Ф. Дудина.
- 31 января 1990 — Кабардино-Балкарский драмтеатр разделен на два: «Кабардинский государственный театр имени Али Шогенцукова» и «Балкарский государственный драматический театр имени Кайсына Кулиева». Театр получил свое здание[5].
- 1991 — четвёртая балкарская студия вышла из дверей ГИТИСа, отучившись под руководством профессора П. О. Хомского.
- 2015 — начало капитального ремонта здания театра, на время проведения которого репетиции перенесены в Государственный концертный зал[6].
- 28 марта 2021 — открытие театра после длительного ремонта[6].

## Главные режиссёры
- 1940—1941 — Рамазан Кичибатырович Геляев, первый режиссёр и драматург